# Uvaria lanuginosa
Uvaria lanuginosa är en kirimojaväxtart som beskrevs av Henry Nicholas Ridley. Uvaria lanuginosa ingår i släktet Uvaria och familjen kirimojaväxter. Inga underarter finns listade i Catalogue of Life.